# سونيا فيفيروس
سونيا فيفيروس (بالإسبانية: Sonia Viveros)‏ هي ممثلة تشيلية، ولدت في 2 سبتمبر 1949 في سانتياغو في تشيلي، وتوفيت في 22 سبتمبر 2003 في لا سيرينا في تشيلي بسبب سكتة دماغية.

## وصلات خارجية
- سونيا فيفيروس على موقع IMDb (الإنجليزية)
- سونيا فيفيروس على موقع قاعدة بيانات الفيلم (الإنجليزية)